# ارینجبرگ میونیسپل ایرپرت
ارینجبرگ میونیسپل ایرپرت (به انگلیسی: Orangeburg Municipal Airport) یک فرودگاه همگانی با کد یاتا OGB است که یک باند فرود آسفالت دارد و طول باند آن ۱۶۴۶ متر است. این فرودگاه در کشور ایالات متحده آمریکا قرار دارد و در ارتفاع ۵۹٫۴ متری از سطح دریا واقع شده است.